# Gabon op de Olympische Zomerspelen 1992
Gabon nam deel aan de Olympische Spelen tijdens de Olympische Zomerspelen 1992 in Barcelona, Spanje. Net zoals hun vorige deelnames won men geen medailles.

## Deelnemers en resultaten

### Atletiek
| Olympiër                | Discipline       | Resultaat | Prestatie                             |
| ----------------------- | ---------------- | --------- | ------------------------------------- |
| Charles Tayot           | 100m (m)         | DNS       | serie 2: niet gestart                 |
| Hilaire Onwanlélé-Ozimo | hoogspringen (m) | 41e       | kwalificatie groep A: 24ste met 2,05m |

### Boksen
| Olympiër        | Discipline | Resultaat | Prestatie                             |
| --------------- | ---------- | --------- | ------------------------------------- |
| Rodrigue Boucka | -57kg (m)  | 33e       | 1ste ronde: V van MGL Erdenebar: 4-21 |

### Judo
| Olympiër        | Discipline | Resultaat | Prestatie                                                  |
| --------------- | ---------- | --------- | ---------------------------------------------------------- |
| Joseph Ndjumbi  | -95kg (m)  | 21e       | voorronde: vrij 1ste ronde: V van MGL Odvogiin: koka       |
|                 |            |           |                                                            |
| Mélanie Engoang | -72kg (v)  | 16e       | voorronde: vrij 1ste ronde: V van SWE Hakannsson: waza-ari |

Albanië · Algerije · Amerikaanse Maagdeneilanden · Amerikaans-Samoa · Andorra · Angola · Antigua en Barbuda · Argentinië · Aruba · Australië · Bahama's · Bahrein · Bangladesh · Barbados · België · Belize · Benin · Bermuda · Bhutan · Bolivia · Bosnië en Herzegovina · Botswana · Brazilië · Britse Maagdeneilanden · Bulgarije · Burkina Faso · Canada · Centraal-Afrikaanse Republiek · Chili · China · Chinees Taipei · Colombia · Congo-Brazzaville · Cookeilanden · Costa Rica · Cuba · Cyprus · Denemarken · Djibouti · Dominicaanse Republiek · Duitsland · Ecuador · Egypte · El Salvador · Equatoriaal-Guinea · Estland · Ethiopië · Fiji · Filipijnen · Finland · Frankrijk · Gabon · Gambia · Gezamenlijk team · Ghana · Grenada · Griekenland · Groot-Brittannië · Guam · Guatemala · Guinee · Guyana · Haïti · Honduras · Hongarije · Hongkong · Ierland · IJsland · India · Indonesië · Irak · Iran · Israël · Italië · Ivoorkust · Jamaica · Japan · Jemen · Jordanië · Kaaimaneilanden · Kameroen · Kenia · Koeweit · Kroatië · Laos · Lesotho · Letland · Libanon · Libië · Liechtenstein · Litouwen · Luxemburg · Madagaskar · Malawi · Malediven · Maleisië · Mali · Malta · Marokko · Mauritanië · Mauritius · Mexico · Monaco · Mongolië · Mozambique · Myanmar · Namibië · Nederland · Nederlandse Antillen · Nepal · Nicaragua · Nieuw-Zeeland · Niger · Nigeria · Noord-Korea · Noorwegen · Oeganda · Oman · Oostenrijk · Pakistan · Panama · Papoea-Nieuw-Guinea · Paraguay · Peru · Polen · Portugal · Puerto Rico · Qatar · Roemenië · Rwanda · Saint Vincent‑Grenadines · Salomonseilanden · Samoa · San Marino · Saoedi-Arabië · Senegal · Seychellen · Sierra Leone · Singapore · Slovenië · Soedan · Spanje · Sri Lanka · Suriname · Swaziland · Syrië · Tanzania · Thailand · Togo · Tonga · Trinidad en Tobago · Tsjaad · Tsjecho-Slowakije · Tunesië · Turkije · Uruguay · Vanuatu · Venezuela · Verenigde Arabische Emiraten · Verenigde Staten · Vietnam · Zaïre · Zambia · Zimbabwe · Zuid-Afrika · Zuid-Korea · Zweden · Zwitserland · Onafhankelijke olympische deelnemers